# Стерн, Дэниел (психиатр)
Дэниэл Норман Стерн (англ. Daniel Norman Stern; 16 августа 1934 — 12 ноября 2012) —  американский психиатр и теоретик психоанализа, специализировавшийся на теории детского развития, по которой он написал множество книг, самой известной и успешной из которых считается «Межличностный мир ребёнка» (1985). Его исследования ставят своей целью преодолеть разрыв между психоанализом и когнитивным направлением в плане описания детского поведения.

## Биография
Стерн родился в районе Манхэттен в городе Нью-Йорк. В 1956 году Стерн закончил Гарвардский университет, затем поступил в Медицинский колледж имени Альберта Эйнштейна, получив степень доктора медицины в 1960 году. Два года работал в Больничном центре Беллвью. В 1962—1964 годах выполнял исследовательскую работу в области психофармакологии в Национальном институте здоровья. После этого Стерн решил получить специализацию по психиатрии и закончил резидентуру на Факультете хирургии и общей терапии Колумбийского университета. В 1972 году он окончил курсы в Центре психоаналитического обучения и исследования.
В последние годы Стерн преподавал и проводил исследования в Университете Женевы, Швейцария, был приглашённым профессором в Медицинской школе Корнеллского университета и лектором в Центре психоанализа Колумбийского университета. Он также являлся почётным профессором университетов Копенгагена (Дания), Монса (Бельгия) и Палермо (Италия).
Стерн умер в Женеве в возрасте 78 лет от сердечного приступа. После себя он оставил жену Надию Брюшвайлер-Стерн, троих дочерей и двух сыновей.